# MRTアド
株式会社MRTアド（エムアールティアド）は、宮崎県宮崎市に本社を置く広告代理業と保険代理業を担う会社。親会社は地元放送局の宮崎放送。「MRT」とはMiyazaki Radio&Television、「アド」とはAdvertisingを意味する。
- 所在地 〒880-0805 宮崎県宮崎市橘通東4-1-2（宮崎野村證券ビル8F）
- 資本金 1000万円
- 社員数 34名（令和6年4月1日現在）

## 概要
2008年10月1日にMRT宮崎放送グループの宮崎放送商事株式会社と株式会社MRT開発の2社統合により発足。
事業内容は、主に、テレビ、ラジオ、新聞、雑誌の広告業務・テレビ・ラジオCM、テレビ・ラジオ番組、ビデオ、チラシ、ポスター等各種印刷物の企画制作業務・イベント、セールスプロモーション業務など。その他、保険代理業務として、がん保険・自動車保険等の生命保険、損害保険を扱う。
- グループ会社 MRT宮崎放送、デンサン、MRT micc、トレードメディアジャパン。

- 主要取引銀行 宮崎銀行、宮崎太陽銀行。

- 加入団体 宮崎広告協会、宮崎商工会議所、宮崎市観光協会、みやざき観光コンベンション協会、宮崎法人会。

- 業務提携社 ADK
- 令和6年7月1日に宮崎市橘通西4丁目1番32号から現住所へ移転。